# Angela Davis

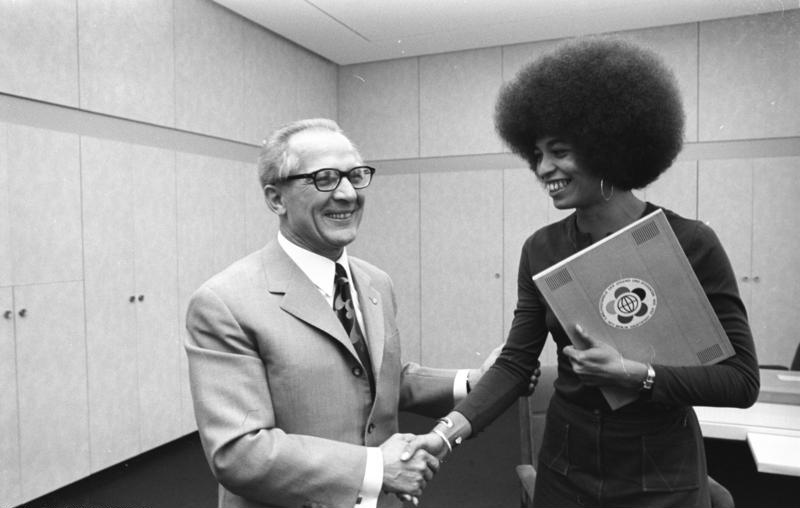
Z Erichem Honeckerem, 1972

Angela Yvonne Davis (ur. 26 stycznia 1944 w Birmingham) – amerykańska aktywistka, autorka i feministka, była działaczka na rzecz emancypacji Afroamerykanów w USA, profesor uniwersytecka (Uniwersytet Kalifornijski w Santa Cruz), związana m.in. z ruchem Czarnych Panter oraz ruchami na rzecz przeciwdziałania przemocy wobec kobiet i walki o prawa obywatelskie, członkini Komunistycznej Partii USA do 1991 roku, później Komitetu Korespondencyjnego dla Demokracji i Socjalizmu (CCDS).

## Nawiązania
- W 1972 John Lennon i Yoko Ono wydali piosenkę Angela na płycie Some Time in New York City, The Rolling Stones zaś Sweet Black Angel na albumie Exile on Main St.
- W 1972 wyprodukowano film dokumentalny: Angela Davis: Portrait of a Revolutionary.

## Publikacje
- - If They Come in the Morning: Voices of Resistance (New York: Third Press), ISBN 0-893-88022-1.
  - Angela Davis: An Autobiography, Random House, ISBN 0-394-48978-0.
  - Joan Little: The Dialectics of Rape (New York: Lang Communications, 1975)
  - Women, Race, & Class, ISBN 0-394-71351-6.
  - Women, Culture & Politics, Vintage, ISBN 0-679-72487-7.
  - The Angela Y. Davis Reader (ed. Joy James), Wiley-Blackwell, ISBN 0-631-20361-3.
  - Blues Legacies and Black Feminism: Gertrude "Ma" Rainey, Bessie Smith, and Billie Holiday, Vintage Books, ISBN 0-679-77126-3.
  - Are Prisons Obsolete?, Seven Stories Press, ISBN 1-58322-581-1.
  - Abolition Democracy: Beyond Prisons, Torture, and Empire, Seven Stories Press, ISBN 1-58322-695-8.
  - The Meaning of Freedom: And Other Difficult Dialogues (City Lights), ISBN 978-0872865808.
  - Freedom Is a Constant Struggle: Ferguson, Palestine, and the Foundations of a Movement, Haymarket Books, ISBN 978-1-60846-564-4.